# Lysiteles anchorus
Lysiteles anchorus es una especie de araña cangrejo del género Lysiteles, familia Thomisidae, orden Araneae.

## Distribución
Esta especie se encuentra en China (Hainan).

## Taxonomía
Fue descrita científicamente por Zhu, Lian & Ono en 2004.
Tratamiento taxonómico
La especie aparece registrada y publicada en A new species of the genus Lysiteles (Araneae: Thomisidae) from Hainan Island, China. Acta Arachnologica 53(1): 53–55.